# Apostasia odorata
Apostasia odorata é uma espécie de orquídea terrestre, família Orchidaceae, que habita grande parte do sudeste asiático de Arunachal Pradesh à Malásia.